# Garoua Boulaï
Garoua Boulaï é uma vila e comuna dos Camarões localizada na província do Leste. A vila fica na fronteira com a República Centro-Africana. Do outro lado da fronteira, o assentamento CAR mais próximo da estrada é Baboua. Em 2014, a vila foi severamente impactada pelo número de refugiados que fugiram da República Centro-Africana. Em 12 de março de 2014, IRIN informou:

Cerca de 30.000 refugiados e repatriados estima-se que fugiu para a Região Nordeste, onde estão hospedados nas cidades fronteiriças de Garoua-Boulai, Kentzou e Yokadouma, vivendo em condições precárias, dormindo sob árvores, caminhões e tendas - algumas fornecidas pela Agência de Refugiados das Nações Unidas (UNHCR), algumas remendadas por refugiados. Outros foram levados para casas de pessoas - alguns deles parentes, alguns não.
“Garoua-Boulai está sobrecarga por diferentes grupos de refugiados, e a situação está ficando fora de controle", disse a prefeita da cidade, Esther Yaffo Ndoe. "Os refugiados superam a capacidade do ACNUR, da Cruz Vermelha e MSF, e o único hospital do governo está sobrecarregado com pacientes", disse à IRIN ...
ACNUR e a Cruz Vermelha de Camarões (CRC) estão registrando os refugiados para transferência para um acampamento em Mborguéne, 50km de Garoua-Bulai, mas o local é mais ou menos desprovido de serviços básicos. Há apenas dois poços e uma escola, o que não é funcional. O posto de saúde mais próximo fica a 27 km do acampamento. Começá-lo do  zero vai exigir muito trabalho.

Refugiados estão sendo "movidos de Garoua Boulay para o novo local em Mborguene, que pode receber até 10 mil pessoas."
Em abril de 2014, um porta-voz do ACNUR afirmou:

Os principais pontos de entrada em Garoua Boulai e Kentzou [são] não está mais acessível devido as atividades anti-Balaka, as pessoas estão usando rotas alternativas. "Isso fez com que o número de pontos de entrada para os Camarões crescesse de 12 para 27 nas últimas três semanas, tornando-o mais desafiador para os nossos colegas para monitorar a fronteira..”